# Волохов, Георгий Николаевич
Георгий Николаевич Волохов (23 августа 1934, Москва — 23 мая 2024, Москва) — советский лётчик-испытатель. Герой Советского Союза (1981), заслуженный лётчик-испытатель СССР (1977).

## Биография
Родился в семье служащего. В 1951 году поступил в МГУ имени М. В. Ломоносова на механико-математический факультет, который окончил в 1956 году. Одновременно с учёбой в Университете занимался в Центральном аэроклубе имени В. П. Чкалова. В 1956—1959 годах работал в Филиале НИИ-1, инженер. Принимал участие в создании и испытаниях крылатой ракеты «Буря».
В 1960 году окончил Школу лётчиков-испытателей (ШЛИ), с июня 1961 года по март 1989 года лётчик-испытатель ОКБ имени С. В. Ильюшина.
Участвовал в испытаниях новой (в том числе, военной) авиационной техники. Самолёты: Ил-62/3 (28.07.1965; 2-й пилот), Ил-76 (25.03.1971; 2-й пилот), Ил-76/2 (25.02. 1973; 2-й пилот), Ил-86 (22.12.1976; 2-й пилот), Ил-86-450 (1.06.1982; 2-й пилот).
В 1965—1966 годах испытывал самолёты: Ил-38 с максимальным весом, Ил-76 на больших углах и на грунте, Ил-62 и Ил-76МД на критических режимах, Ил-18 «Полоса» (опытный с комплексом навигационно-пилотажного оборудования, позволявшего выполнять автоматический полёт по всей траектории).
В сентябре 1981 года экипаж Волохова установил 18 мировых авиационных рекордов скорости на Ил-86 (развил среднюю скорость 970 км/ч на замкнутом 2000-км маршруте с коммерческим грузом 35, 40, 50, 60 и 65 т и 956 км/ч по 1000-км замкнутому маршруту с коммерческим грузом от 35 до 80 т).
Скончался 23 мая 2024 года на 90-м году жизни.

## Высказывания
о судьбе последнего Ту-144
«Это памятник культуры, техники, пик авиации!.. Если мы его не спасём, то воссоздать будет невозможно. Он же вручную делался. Нет уже ни тех мастеров, ни тех станков. Продавать его по цене лома —- всё равно, что картину Рембрандта по цене холста!».

## Награды
- Герой Советского Союза (29.10.1981), медаль «Золотая Звезда» № 11462,
- орден Ленина (29.10.1981),
- орден Красного Знамени (02.10.1969),
- орден Трудового Красного Знамени (23.12.1976), медали.
- Заслуженный лётчик-испытатель СССР (18.08.1977).
- Почётный житель муниципального образования Аэропорт в городе Москве.